# Clemens Prader
Clemens Prader (* 25. April 1979 in Kitzbühel) ist ein österreichischer Berufsgolfer.
Er gewann 2000 die Austrian Amateur Championship und wurde im Jahr darauf Berufsgolfer. Bislang hat Prader drei Turniersiege erreicht, und zwar zwei auf der Alps Tour und einen auf der EPD Tour.

## Turniersiege
- 2003: San Remo Open (Alps Tour)
- 2008: Sempachersee Classic (EPD Tour), Czech Golf Open (Alps Tour)